# Pasmo 24 GHz
Pasmo 24 GHz (1,2 cm) – pasmo radiowe, przyznane krótkofalowcom, zawiera się w zakresie fal centymetrowych w przedziale od 24,000 do 24,250 GHz.

## Podział pasma 24 GHz[1]
| Częstotliwość w MHz   | Rodzaje emisji                                     | Przeznaczenie                   | Przeznaczenie                                                      |
| --------------------- | -------------------------------------------------- | ------------------------------- | ------------------------------------------------------------------ |
| 24000,000 – 24048,000 | Wszystkie emisje                                   |                                 |                                                                    |
| 24048,000 – 24048,800 | Amatorska Służba Satelitarna i emisje wąskopasmowe | 24048,200 24048,750 – 24048,800 | Centrum aktywności emisji wąskopasmowych Lokalne radiolatarnie (d) |
| 24048,800 – 24048,995 | Wyłącznie radiolatarnie (c)                        |                                 |                                                                    |
| 24049,000 – 24050,000 | Amatorska Służba Satelitarna i emisje wąskopasmowe |                                 |                                                                    |
| 24050,000 – 24250,000 | Wszystkie emisje (segment niepreferowany) (a)      |                                 |                                                                    |

- (a) W dolnych 50 MHz pasma 24 GHz Służba Amatorska i Amatorska Służba Satelitarna posiada status pierwszorzędności i wyłączności, podczas gdy w górnych 200 MHz posiada status drugorzędności. Sekcja wszystkich emisji w górnych 200 MHz powinna być używana tylko w przypadku, gdy dolny segment nie może być użyty.
- (b) Zakres częstotliwości 24048.750 – 24048.800 MHz może być przeznaczony przez narodowe organizacje dla lokalnych radiolatarni (maks. 10W ERP).
- (d) Koordynacja radiolatarni opisana jest w VHF Manager Handbook.